# Na Cama com Madonna
Madonna: Truth or Dare (bra/prt: Na Cama com Madonna), conhecido internacionalmente como In Bed with Madonna, é um filme estadunidense de 1991, dos gêneros documentário e musical, dirigido por Alek Keshishian, que mostra a vida da artista estadunidense Madonna durante sua turnê de 1990 Blond Ambition World Tour. Madonna abordou Keshishian para fazer um especial da HBO sobre a turnê depois de assistir seu trabalho de conclusão na Universidade de Harvard. Inicialmente planejado para ser um vídeo de turnê tradicional, Keshishian ficou tão impressionado com a vida nos bastidores que convenceu Madonna a fazer um filme interiro focado nisso. Madonna financiou o projeto e atuou como produtora executiva. O filme foi editado em preto e branco, para emular o cinéma vérité, enquanto as performances foram editadas em cores.
O filme foi exibido, fora de competição, no Festival de Cannes de 1991, e teve um lançamento limitado em 10 de maio de 1991; e duas semanas depois, teve seu lançamento mundial. Ele estreou com críticas positivas, embora certas cenas, como quando Madonna visita o túmulo de sua mãe, tenham sido criticadas. Madonna foi indicada ao Framboesa de Ouro de Pior Atriz. Com um faturamento global de US$ 29 milhões, o filme tornou-se o documentário de maior bilheteria de todos os tempos, até Bowling for Columbine superá-lo em 2002. Na Cama com Madonna é apontado como inovador por seu retrato casual da homossexualidade, e foi comparado ao documentário Paris Is Burning (1990). O filme também causou impacto nos realities televisivos e na cultura das celebridades, inspirando paródias e outros documentários musicais.

## Sinopse
O filme começa em 6 de agosto de 1990, um dia após o show final da Blond Ambition World Tour em Nice, França. Madonna relembra em seu quarto de hotel sobre a turnê e como sua conclusão a afetaria mais tarde.
Em um flashback de abril de 1990, a turnê está prestes a começar no Japão. Madonna não percebeu que era estação das chuvas. Por causa disso, ela e os dançarinos trocam seus trajes da turnê por roupas mais quentes. Em uma narração, Madonna confessa que a única coisa que a impede de "cortar meus pulsos" é o pensamento de retornar à América do Norte e apresentar o concerto como deve ser. Nos Estados Unidos, ela conhece as famílias de seus dançarinos. Um dançarino, Oliver Crumes, vê seu pai pela primeira vez em vários anos. Em Los Angeles, surgem problemas sonoros; apesar das garantias, Madonna se concentra nos problemas técnicos e grita com seu gerente, Freddy DeMann, por permitir tantas pessoas da indústria da música nas primeiras filas. Após o show, ela se reúne com várias celebridades; Kevin Costner a ofende chamando o concerto de "arrumado" e ela finge vomitar depois que ele sai.
No show final de Toronto, a equipe recebe uma visita da polícia local que ameaça prender Madonna por "exibição lasciva e indecente", especificamente a cena da masturbação durante a performance "Like a Virgin"; ela se recusa a mudar o show. Freddy DeMann aposta que a ameaça de prisão só fará Madonna ir mais longe e ninguém aceita sua aposta. Segundo uma reportagem, a polícia de Toronto decide não prendê-la, alegando que nenhuma ameaça foi feita. A próxima parada é a cidade natal de Madonna, em Detroit. Em uma narração, ela expressa a dificuldade que tem em voltar para casa. No final de "Holiday", Madonna chama seu pai Tony no palco e canta "Happy Birthday to You". Nos bastidores, Tony e sua esposa Joan elogiam o show, embora Tony expresse seu descontentamento em alguns dos aspectos mais "burlescos". Madonna e Christopher esperam que seu irmão mais velho Martin apareça enquanto discutem seu abuso de substâncias. Mais tarde, ela se reúne com seu "ídolo de infância", Moira McFarland-Messana, que lhe dá uma pintura que ela fez intitulada "Madonna and Child", e pede que ela seja a madrinha de seu filho ainda não nascido. Antes de deixar Detroit, Madonna visita o túmulo de sua mãe pela primeira vez desde que ela era pequena, enquanto "Promise to Try" toca ao fundo. Ela se deita ao lado do túmulo enquanto Christopher observa de longe.
Enquanto a turnê continua, os problemas na garganta de Madonna pioram enquanto Warren Beatty fica mais cansado das câmeras. Durante um exame de garganta no quarto de hotel de Madonna, Beatty a castiga pelo documentário, dizendo que a atmosfera está deixando todos loucos. Madonna o ignora e, quando ela se recusa a fazer o resto do exame fora das câmeras, ele começa a rir, dizendo: "Ela não quer viver fora das câmeras, muito menos conversar ... Que ponto tem as câmeras externas existentes?". Devido a problemas de garganta, ela cancela alguns de seus shows. Em Nova Iorque, seu médico a instrui a não falar e ela se vê isolada em seu apartamento com apenas sua assistente, Melissa Crowe, como contato com o mundo exterior. Madonna está chateada por perder o contato com os dançarinos.
A terceira e última etapa da turnê começa na Europa com todos de bom humor. Quando a turnê se aproxima da Itália, o papa tenta proibi-la, forçando Madonna a cancelar dois shows. Sandra Bernhard parece animar Madonna. Madonna diz a Sandra que está interessada em conhecer Antonio Banderas. Quando Almodóvar faz uma festa em Madrid, Madonna passa uma semana pensando em maneiras de seduzir Banderas, mas acontece que ele é casado. Enquanto Madonna trabalha em seu quarto de hotel, as locuções de voz de sua família, amigos e colegas de trabalho descrevem a estrela. Embora ela esteja mais feliz agora do que em sua última turnê, Sandra não acha que leva tempo suficiente para aproveitar seus sucessos. Outros a descrevem em termos pouco lisonjeiros. Enquanto a turnê termina, o grupo joga um jogo do tipo verdade ou consequência? e Madonna se atreve a realizar felação em uma garrafa de vidro. Ela então perguntou quem foi o "amor da sua vida por toda a sua vida?", Ao qual ela responde sem hesitar: "Sean. Sean". Ela então convida seus dançarinos e cantores de apoio, um por um, a se juntar a ela na cama, onde ela transmite "palavras de sabedoria" a cada um. Enquanto o ato de encerramento do concerto, "Keep It Together", é exibido, é mostrada uma montagem de Madonna se despedindo de seus dançarinos. O filme termina com uma cena de Madonna dizendo ao diretor Alek Keshishian para ir embora e "Pare com isso, Alek! Pare com isso, porra!".

## Turnê

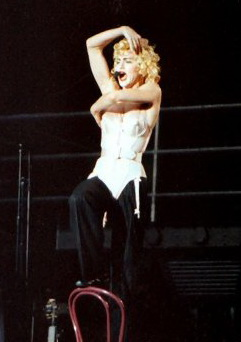
Madonna performando "Open Your Heart", segundo número de abertura da Blond Ambition World Tour.

Blond Ambition World Tour foi a terceira turnê de Madonna, lançada em apoio seu quarto álbum de estúdio, Like a Prayer (1989), e à trilha sonora de Dick Tracy, I'm Breathless (1990). Em janeiro de 1989, a Pepsi-Cola anunciou que havia assinado um contrato de US$5 milhões com Madonna para apresentar ela e seu single "Like a Prayer" em um comercial de televisão. O acordo também incluiu a Pepsi patrocinando a próxima turnê mundial da cantora, anunciada como a Like a Prayer World Tour. Após o lançamento do videoclipe de "Like a Prayer", que apresentava uma igreja e símbolos católicos como estigmas, queima de cruz, Ku Klux Klan e Madonna beijando um santo negro, grupos religiosos em todo o mundo, incluindo o Vaticano, protestaram imediatamente devido ao uso blasfêmia de imagens cristãs e ao boicote nacional às subsidiárias da Pepsi e da PepsiCo. A empresa revogou o comercial e cancelou o contrato de patrocínio de Madonna. A Sire Records anunciou oficialmente a Blond Ambition World Tour em 16 de novembro de 1989.
O concerto foi dividido em cinco segmentos: Metropolis, inspirado no filme expressionista alemão de 1927 de mesmo nome; Religious por temas religiosos; Dick Tracy pelo filme de mesmo nome e cabaré; Art Deco foi inspirado nos primeiros filmes de Hollywood, usando as obras da artista Tamara de Lempicka, e o quinto foi um encore. A direção de arte foi desenvolvida pelo irmão de Madonna, Christopher Ciccone, enquanto os figurinos foram criados pelo designer Jean-Paul Gaultier. Recebeu críticas positivas de críticos contemporâneos, que elogiaram sua moda e teatralidade e receberam a "Produção de Palco Mais Criativa" no Pollstar Concert Industry Awards. Foi também um sucesso comercial, arrecadando mais de US$ 62,7 milhões (US$ 122,7 milhões dólares em 2019) de 57 shows.

## Antecedentes e produção
O documentário foi dirigido por Alek Keshishian, da Propaganda Films, que já havia trabalhado em videoclipes de Elton John e Bobby Brown. David Fincher, que já havia dirigido os videoclipes de Madonna para "Express Yourself", "Oh Father" e "Vogue", foi originalmente contratado para dirigir, mas desistiu pouco antes do início da turnê. Madonna ficou interessada em trabalhar com Keshishian depois de ver seu projeto sênior em Harvard - um curta-metragem intitulado Wuthering Heights. Segundo o autor J. Randy Taraborrelli "seus instintos instintivos lhe disseram que o belo cineasta de cabelos compridos e com ideias novas era o tipo de artista moderno e descolado que poderia dar ao filme a vantagem certa". Ela abordou Keshishian sobre fazer um especial da HBO em sua Blond Ambition World Tour e o levou de avião para o Japão, onde a turnê começou em abril de 1990. Inicialmente para ser um filme de concerto tradicional, Keshishian alugou "tudo o que tinha sido feito no documentário musical e na arena de shows... e então decidi não assistir a nenhum deles", quando ele chegou à conclusão de que queria fazer algo diferente. Ele achou que a cena dos bastidores era "uma Fellini família disfuncional esquisita "e persuadiu Madonna a fazer um filme real focado nisso, com algumas performances intercaladas" quando percebi que poderia ser mais, todo mundo estava dizendo a ela: 'Não fique louca. Veja o que aconteceu com Rattle and Hum e como não deu dinheiro'. Ela decidiu seguir minha opinião, e não as outras", lembrou o diretor. Madonna ela mesma financiou o projeto e serviu como produtora executiva. Durante uma entrevista com James Kaplan da Entertainment Weekly, ele havia explicado:

É algo que me senti obrigado a fazer. Fiquei muito emocionado com o grupo de pessoas com quem estava. Eu me senti como o irmão, a irmã, a mãe, a filha — e então também pensei que eles poderiam fazer qualquer coisa. E que nós poderíamos fazer qualquer coisa no palco. Porque o concerto era tão exigente, tão complexo — sempre que você passa por algo realmente intenso com um grupo de pessoas, ele se aproxima. E, finalmente, apesar de eu ter decidido documentar o concerto, apenas para filmá-lo, quando comecei a assistir às filmagens, disse: 'Isso é muito interessante para mim. Há um filme aqui. Há algo aqui.
Mais tarde, ela disse ao Good Morning America que sua principal intenção era "explodir o mito de criarmos um pedestal, transformamos em ícones. Nós os tornamos desumanos e não damos a eles atributos humanos, para que eles não falhem. , eles não podem cometer erros". Taraborrelli apontou que Madonna deu Keshishian "acesso completo ao seu mundo, entrada completa para sua vida durante quatro meses da turnê". Para gravar Madonna e as pessoas ao seu redor com facilidade, o diretor colocava as câmeras atrás de espelhos de mão única; ele teria que usar preto o tempo todo e dava ordens específicas para não interagir com os sujeitos. Todas as noites após as filmagens, ele registrava os eventos do dia em um computador para acompanhar as imagens. As entrevistas com os dançarinos e funcionários da turnê foram realizadas nas duas primeiras semanas no Japão. As apresentações foram filmadas durante os três shows de Paris em julho, o que permitiu a Keshishian "planejar os números, sentar onde eu queria que eles estivessem".
As cenas dos bastidores foram filmadas em preto e branco para dar uma "aparência vérité", enquanto as apresentações eram em cores. Keshishian explicou que "parecia uma divisão interessante: a cor do artifício da performance versus a realidade do documentário, e ainda assim um refletia o outro". Ele também lembrou que a New Line Cinema, o distribuidor original do filme, desistiu por causa disso. Mais de 200 horas de filmagens foram filmadas, o que levou o diretor por mais de um mês e meio para editar e aparar em tamanho razoável. O primeiro corte durou mais de 3 horas, mas o executivo da Miramax, Harvey Weinstein, disse que ainda era muito longo e o forçou a reduzi-lo. Os locais fotografados incluíam o Cemitério e o Mausoléu do Calvário em Kawkawlin, Michigan. Ele conta com participações de Al Pacino, Mandy Patinkin, Olivia Newton-John, Antonio Banderas, Sandra Bernhard, Kevin Costner e Warren Beatty, com quem Madonna estava namorando na época. Madonna lembrou que Beatty "não levou a coisa toda a sério enquanto ela estava sendo feita — ela apenas pensava que eu estava fazendo um filme caseiro".

## Lançamento e promoção
Em agosto de 1990, depois que o filme terminou, Madonna convidou um grupo de amigos, incluindo Warren Beatty, para assistir a uma cena na sala de exibição da casa de Beatty. Segundo Taraborrelli, Beatty não aprovou o filme; no dia seguinte, Madonna recebeu uma carta de seu advogado exigindo que certas cenas com Beatty fossem cortadas da versão final do filme, caso contrário ela seria processada; eles chegaram a um acordo em particular e as cenas em questão foram removidas do filme. Em homenagem ao jogo de verdade ou desafio?, Madonna e sua comitiva tocaram enquanto relaxavam na turnê, o título do trabalho era Truth or Dare: On the Road, Behind the Scenes and In Bed with Madonna, mas a cantora achou que era muito longo e encurtou para Truth or Dare. Fora da América do Norte , o título foi alterado pela Miramax Films para In Bed with Madonna, devido ao jogo ser relativamente desconhecido em outros países. Em uma entrevista em 2005 com Dermot O'Leary, Madonna disse que não gostava desse título, chamando-o de "realmente idiota".
O filme foi distribuído pela Miramax Films. Foi classificado como R pela MPAA devido a palavrões, nudez breve e sugestão sexual. Foi dado um lançamento limitado em 10 de maio de 1991. Cinco dias depois, Madonna participou do 44º Festival de Cinema de Cannes, onde foi selecionada para ser exibida fora da competição. Ela usava um sutiã de seda branca com shorts e um casaco rosa desenhado por Gaultier. Para Vincent Canby, tanto o filme quanto Madonna foram "astutos e divertidos" e "deram vida ao festival deste ano espontaneamente pela primeira vez". Truth or Dare teve seu lançamento mundial em 24 de maio de 1991. Para promover o filme, Madonna fez uma aparição no esboço recorrente do Saturday Night Live, "Wayne's World". Além disso, as performances de "Holiday" (1983) e "Like a Virgin" (1984) da Blond Ambition Tour incluída no documentário foram lançadas como videoclipes e receberam indicações nos MTV Video Music Awards de 1992. Em vários shoppings nos Estados Unidos, o filme foi fortemente promovido com produtos de ligação, grandes recursos visuais e vídeos.

## Recepção crítica
Após o lançamento, Madonna: Truth or Dare recebeu críticas geralmente positivas. Ele tem uma taxa de aprovação de 86% no site de agregação de análises Rotten Tomatoes. Peter Travers, da Rolling Stone, considerou "a peça mais reveladora e escandalosamente engraçada do desmitologismo pop desde Dont Look Back"; elogiando sua "frescura e estalo", mas criticando a "rotina de cordeiros perdidos" de Madonna em cena quando ela visita o túmulo de sua mãe. Ele concluiu sua resenha: "você não pode deixar Truth ou Dare amar Madonna, mas a respeitará como uma força da natureza". Roger Ebertdeu três estrelas e meia. Ele escreveu que "ao contrário da maioria dos documentários de rock, o verdadeiro coração deste filme é nos bastidores, e os segmentos musicais no palco, embora efetivamente produzidos, parecem obrigatórios - não é por isso que ela queria fazer esse filme". Ebert ficou particularmente impressionado com a ética de trabalho de Madonna; "se o show biz perder seu apelo por ela, ela poderá ser bem-sucedida nos negócios ou até na política: ela é uma organizadora obstinada, uma capataz, disciplinada e clara". Ao escrever para o The New York Time, Janet Maslin observou que "Madonna conseguiu assumir uma importância real. [ Verdade ou Desafio] combina cenas coloridas galvanizadas e bem fotografadas de sua atuação no palco com vislumbres granulados em preto e branco de sua atuação nos bastidores, às vezes fazendo esforços interessantes para reconciliar as duas". Também do The New York Times, Joe Coscarelli sentiu que alguns dos melhores momentos do filme foram as interações de Madonna com outras celebridades. Rich Juzwiak, de Gawker, achou que era "às vezes irritante, mas raramente é menos do que fantasticamente divertido. Uma relíquia de um tempo antes do cansativo treinamento da mídia, quando as estrelas pop não dependiam da aprovação de seus publicitários antes de falar".

"Parte da alquimia de um grande documentário musical é abordar o assunto exatamente no momento certo, e Alek Keshishian não poderia ter treinado suas câmeras em Madonna em um momento melhor. No meio da criativa e influente turnê Blond Ambition, ele encontra um gênio autônomo que é um ímã para a controvérsia, assim como para outras estrelas".

—Ryan Gilbey do The Guardian em sua lista dos 20 melhores documentários musicais, onde Madonna: Truth or Dare apareceu primeiro.
Para The Washington Post, Martha Sherrill escreveu que "Está fresco. É ultrajante. É irrealidade em preto e branco. E é certamente mais divertido do que Madonna pessoalmente. Louis Virtel, do Paper , elogiou as imagens ao vivo como "alguns dos trabalhos mais emocionantes de Madonna" e "a maneira como o filme incorpora as histórias dos dançarinos de Madonna, a maioria deles gays, é uma das suas características mais ricas". Keith Watson, da Slant Magazine, o chamou de "menos um filme de concerto do que uma exegese elaborada sobre criação de mitos pop e construção de identidade", premiando com três estrelas. Noel Murray, do The A.V. Club. elogiou algumas das partes "atrevidas" do filme; "Em comparação com Madonna, cada vez mais frágil e cautelosa, nos últimos anos, é um prazer vê-la tão divertida". Murray também destacou as cenas em que Madonna fala com o pai por telefone e conhece um velho amigo de infância como "os momentos em que parece que estamos vendo a verdadeira Madonna 'real'". Owen Gleiberman, da Entertainment Weekly — deu a ela um A — e escreveu: "o aspecto mais ousado — e revelador — do filme é o quão francamente ele descreve a relação simbiótica de Madonna com seus dançarinos, quase todos gays. [...] Ela faz mais do que nos mostrar a vida nos bastidores de uma estrela pop. Com franqueza inspiradora, ela revela as raízes de seu estilo". Em 2002, a mesma publicação concluiu que "[Madonna] assume o papel que ela nasceu para desempenhar". Escrevendo para The Backlot, Virtel chamou de "maldita recondicionável", com sequências de concertos lendárias e participações especiais de celebridades, e simplesmente lembra Madonna em seu auge". Erica Peplin, da Spectrum Culture, sentiu que "humaniza Madonna como nada mais o tem".
David Denby, da revista New York, ressaltou que o filme "geralmente é obsceno, mas ela nunca é sexual. [Madonna] oferece uma personalidade pública que é completamente erotizada". No entanto, ele a criticou por ter "virtualmente nada de interessante a dizer [...] porque a noção de um eu particular deixou de existir para ela. [...] Ela é uma pessoa de uma só nota que Verdade ou Desafio, por toda a sua habilidade, costuma ser um pouco chato". Em uma crítica mais mista, Ty Burr, da Entertainment Weekly, escreveu que "mesmo que Truth or Dare fosse artisticamente feito e divertido, não é menos um ato de ser bom como tudo que Madonna [...] tem nas mãos, o filme proclama estilo como conteúdo". Ele continuou sua crítica:" [Madonna] é tão controladora de sua opinião pública de que, quando as câmeras estão zumbindo, ela não sabe ser 'realista'", e criticou a cena do cemitério por ser "desajeitada e forçada". Bill Gibron, da PopMatters, considerou-a "chato e calculado". No 12º Framboesa de Ouro, Madonna foi indicada como pior atriz como ela mesma, mas perdeu para Sean Young por um A Kiss Before Dying.

## Bilheteria e lançamento em video
Após o lançamento, o filme foi um sucesso comercial. Nos Estados Unidos, entrou nas bilheterias no número 13, quando teve um lançamento limitado no fim de semana de 10 a 12 de maio de 1991, ganhando um total de US$ 543.250 por ser exibido em 51 cinemas. Em seu primeiro final de semana de lançamento em todo o país, arrecadou US$ 2,8 milhões, elevando seu total de receitas de bilheteria para US$ 3,3 milhões e tornando-o o terceiro filme com maior bilheteria, atrás apenas de F/X2 e What About Bob?. Segundo Jack Matthews do Los Angeles Times, Truth or Dare arrecadou mais de US$ 4,3 milhões durante sua primeira semana de lançamento, superando Woodstock (1970) como o documentário musical com mais sucesso comercial até então. O filme permaneceu nos cinemas por 33 semanas e arrecadou uma receita total de US$ 15,012,935 milhões nos Estados Unidos. Com um faturamento adicional de US$ 14,000,000 milhões internacionalmente, Madonna: Truth or Dare faturou um total de US$ 29,012,935 milhões (cerca de US$ 54,44 milhões de dólares em 2019) por seu lançamento teatral, contra um orçamento de US $ 4,500,000 milhões. Ele detinha o recorde de a maior bilheteria de um documentário de todos os tempos por onze anos, antes de ser ultrapassado por Bowling for Columbine (2002) de Michael Moore.
O filme foi lançado pela primeira vez em vídeo caseiro pela LIVE Entertainment na América do Norte em 9 de outubro de 1991. No Reino Unido, um certificado "15" adicional, a versão editada foi lançada em novembro de 1991; mais de 57 segundos de filmagem foram cortados para torná-lo apropriado para uma população mais jovem.[carece de fontes?] Em 31 de julho de 2015, foi certificado Platina pela British Phonographic Industry (BPI) pelas mais de 25,000 unidades. Em 1992, foi relançado en VHS nos EUA, com duas apresentações adicionais da Blond Ambition Tour - "Like a Prayer" e "Hanky Panky" - que tocou após os créditos finais. A versão em DVD foi lançada em 26 de agosto de 1997 pela LIVE Entertainment na América do Norte, mas não foi lançada mundialmente até 6 de janeiro de 2003 pela MGM Entertainment. Em 3 de abril de 2012, foi lançado em Blu-ray pela primeira vez.

## Processo judicial
Em 21 de janeiro de 1992, Oliver Crumes, Kevin Stea e Gabriel Trupin processaram Madonna e sua empresa de produção Boy Toy Inc., Miramax e Propaganda Films , sob o argumento de que eles não foram pagos pelo trabalho ou disseram que o filme teria propósitos comerciais. Trupin afirmou que Madonna havia mentido sobre o uso pretendido das imagens filmadas e "invadiu sua privacidade", mostrando uma cena dele beijando Salim Gauwloos. Ele também disse que Madonna havia lhe dito para "superar isso" quando ele pediu que a cena fosse cortada. Em um comercial do Rock the Vote campanha no final daquele ano da MTV, Madonna brincou sobre o processo, dizendo: "Você provavelmente está pensando que essa não é uma boa razão para votar... Então me processe! Todo mundo faz". O trio chegou a um acordo extrajudicial em 1994 e o processo foi julgado improcedente. Debra Johnson, advogada de Trupin, disse que "poderíamos resolver isso sem dois anos e meio de litígio e as despesas relacionadas se Madonna tivesse acabado de reconhecer que os dançarinos também têm direitos". Em 2015, Keshishian falou sobre o processo e defendeu Madonna:

Todos [os dançarinos] foram convidados a assinar lançamentos. Ele veio com o show, sabia? Todos eles assinaram. O que aconteceu foi quando estava chegando a hora de ser lançado, alguns não queriam que fosse revelado que eram gays, outros queriam dinheiro. Legalmente, era extorsão, em minha mente. Eles assinaram os lançamentos e não era como se estivéssemos filmando em segredo. As câmeras estavam lá o tempo todo. Eles fizeram as entrevistas. O que eles achavam que estava sendo filmado - um filme caseiro? Eu não respeitei isso. Eu me senti mal por Madonna porque ela realmente amava aquelas crianças e elas se viraram e fizeram isso. É por isso que as celebridades se cansam cada vez mais de se aproximar de alguém.

## Legado
"Quando eu fiz Truth or Dare, eu não tinha ideia de que iria inspirar tantos gays para A) dar boquetes nas garrafas de Evian, e B, ser livre e tomar uma posição e dizer 'este é quem eu sou, goste ou não. Quando olho para trás e assisto ao filme, fico horrorizada com a minha intimidação, mas também me orgulho de ter dado esperança a tantas pessoas.

—Madonna falando sobre o filme no GLAAD Media Awards.
Ao escrever para a Billboard, Louis Virtel disse que Truth or Dare foi "um dos primeiros documentários que mostravam caras gays apenas saindo" e o chamou de uma das razões pelas quais Madonna é uma "inspiração eterna para a comunidade LGBTQ". Da mesma forma, Samuel R. Murrian, da Parade, disse que "a representação franca, engraçada e sem desculpas sexy da homossexualidade da vida real no filme inspirou muitos homens a aparecer". No livro Film Theory Goes to the Movies: Cultural Analysis of Contemporary Film, os autores Jim Collins, Ava Preacher Collins e Hilary Radner compararam Truth or Dare ao documentário Paris Is Burning (1990), já que ambos os filmes "fornecem acesso aos comentários e performances de gays negros e latino-americanos". Melissa Anderson, do The Village Voice, disse que, assim como Paris Is Burning, "[Truth or Dare] é uma investigação essencial de estranheza, raça e estrelato". Keith Watson, da Slant Magazine, apontou que com o filme foi a primeira vez que muitos fãs de Madonna e o público em geral viram dois homens se beijando. Pensamentos semelhantes foram compartilhados pelo HuffPost, Daryl Deino, que afirmou que "Truth or Dare foi o primeiro filme gay mainstream que muitas pessoas, gays ou heterossexuais, viram. Isso levou à aceitação de futuros filmes e programas de televisão com temas gays".
Para Jeremy Kinser, do Queerty , "mudou uma geração de gays". Keshishian disse que estava "muito feliz por tantos adultos gays e jovens de todas as partes dos Estados Unidos se referirem a [Truth or Dare] como seu primeiro encontro com a possibilidade de ver gays sendo exibidos de maneira tão positiva, quase de uma maneira casual". O documentário Strike a Pose estreou na seção Festival Internacional de Cinema de Berlim. Dirigido por Ester Gould e Reijer Zwaan, o filme narra a vida de seis dos sete dançarinos da Blond Ambition Tour que também apareceram na Truth or Dare, incluindo Kevin Stea, Carlton Wilborn, Luis Xtravaganza Camacho, Jose Gutierez Xtravaganza, Salim Gauwloos e Oliver Crumes. Gauwloos opinou que Truth or Dare mostrava "ser gay quando não era legal". Sue Trupin, mãe do dançarino Gabriel Trupin que morreu de AIDS em 1995, disse que não tinha ideia "do quão importante [Truth or Dare] tinha sido na auto-aceitação e validação de homens gays". Trupin também disse que seu filho, que liderou a ação contra Madonna, "teria ficado extremamente orgulhoso do papel que o filme desempenhou ao ajudar gays em todo o mundo".
Joe Coscarelli, do The New York Times, sentiu que "[Truth or Dare] transcendeu o status clássico de culto e foi elevado ao cânone moderno por obsessivos pop e audiências estranhas de uma certa geração. Também pressupunha, de várias maneiras, o complexo da realidade das celebridades". Nina Metz, do Chicago Tribune, notou um impacto em reality shows, pois foi lançado apenas um ano antes da estreia de The Real World, da MTV. Lee Barron escreveu em seu livro Celebrity Cultures: An Introduction, que o filme era um precursor do confessionário, técnica que muitos reality shows adotariam. Opinião semelhante foi compartilhada por The Daily Telegraph, Matt Cain, que disseram que antecederam "a onda moderna de reality shows manipulados e 'estruturados'. De acordo com Benjamin Halligan, Robert Edgar e Kirsty Fairclough-Isaacs, autores de The Music Documentary: Acid Rock to Electropop, "ecos desse documentário em particular podem ser vistos em toda a cultura de celebridades contemporânea , particularmente na TV na realidade, refletida ou engendrada, um intenso fascínio público por todas as facetas da vida das celebridades". Esses pensamentos foram compartilhados por Jason Baily, da Flavorwire, que concluíram que "é impossível imaginar Keeping Up with the Kardashians sem o precedente Truth or Dare". Nina Metz também disse que Madonna estava "meio que prenunciando o que aconteceria com as mídias sociais".
Para Bustle, Amy Roberts, escreveu que Truth or Dare levantou 'questões vitais sobre a cultura e a sociedade que foram cruciais para o momento em que foi feito', concluindo que "seus restos legados para fazer um impacto, e sua influência ajudou a mudar a indústria da música pop para o melhor". Noel Murray disse que é "hoje útil em grande parte como um estudo de marketing". Keshishian concluiu que "é preciso um tipo muito especial de pessoa em um momento muito especial de suas vidas para querer fazer esse tipo de filme. [...] Não há muitos que conseguem o que Madonna faz em Truth or Dare". Mais influência pode ser vista em outros documentários relacionados à música, White Diamond: A Personal Portrait of Kylie Minogue (2007), Justin Bieber: Never Say Never (2011), One Direction: This Is Us (2013) and  Homecoming: A Film by Beyoncé (2019). A cantora Katy Perry citou Truth or Dare como uma grande inspiração para seu filme de 2012, Katy Perry: Part of Me. Ambos Gaga: Five Foot Two (2017) e Miss Americana (2020) foram comparados ao Truth or Dare; Lorraine Ali, do Los Angeles Times escreveu que, embora Truth or Dare fosse "um olhar orquestrado na vida de [Madonna]", o Five Foot Two é "amador demais para fazer nada disso, muito menos seguir seu próprio caminho". Selena Gomez contratou Keshishian para dirigir o videoclipe de sua música "Hands to Myself" (2016) por causa de seu trabalho em Truth or Dare. Em 2018, o The Guardian nomeou Truth or Dare o melhor documentário musical de todos os tempos. Amy Roberts disse que "é duvidoso que um dia algum documentário musical tenha o mesmo impacto visceral".